# Ескаланте (пустиня)
Пустинята Ескаланте е географски регион в Големия басейн и екорегион на сухи пустини, в биома на пустините и ксеричните храсти, разположен в югозападна Юта, САЩ.

## География
Пустинята Ескаланте е разположена северозападно от Сидър Сити в окръг Айрън, Юта и в част от окръг Милард. Регионът обхваща по-голямата част от окръг Айрън, който годишно има 300 мм валежи и 1,8 м снеговалеж. Регионът Ескаланте също се намира основно между щатски път 56 и път 21, както и на север и запад от междущатска магистрала 15.
От периферните хребети на района на пустинята Ескаланте, надморската височина бавно намалява до Лунд Флетс, където има железопътни линии между Милфорд и Лунд.